# Metušael
Metušael je bio sin Mehujaela, unuk Irada, otac Lameka i djed Jabala, Jubala, Tubal-Kajina i Naame. 